# Valor Agregado Bruto
O Valor Agregado Bruto ou Valor Adicionado Bruto (VAB) é uma medida macroeconômica que mede o valor total criado por um setor, país ou região, ou seja, o valor do conjunto de bens e serviços que são produzidos em um determinado local durante um período de tempo, descontados os impostos indiretos e o consumo intermediário. Essa medida também pode ser usada em conjunto com o cálculo do Produto Interno Bruto (PIB), uma vez que a fórmula do VAB inclui algumas das mesmas informações básicas. 
Ela é calculada pela diferença entre a produção econômica total e os bens de consumo intermediários. As empresas privadas também podem usar a fórmula de Valor Agregado para determinar os benefícios da lucratividade de cada linha de produtos. O Valor Agregado representa toda a nova produção de bens ou serviços para a economia de uma nação, que pode fornecer uma imagem mais verdadeira da riqueza econômica.

## Cálculo
Para calcular o VAB, consideremos um valor de R$ X em gastos do consumidor, R$ Y em investimentos comerciais e R$ Z em gastos do governo. O PIB será a soma dos três valores. Os bens intermediários representam R$ W do PIB. O Valor Agregado Bruto à economia será (PIB - R$ W).

Empresas podem usar essa fórmula para determinar em quanto um produto contribuirá para o pagamento de custos fixos e lucro geral. Os custos fixos representam reembolsos de empréstimos, pagamentos de aluguel ou arrendamento e salários. Suponha o seguinte: R$ X em vendas, R$ Y em custos variáveis e R$ Z em custos fixos. O Valor Agregado Bruto será a subtração (vendas - custos variáveis - custos fixos). Essa fórmula é semelhante à análise de custo / volume / lucro usada pelos contadores gerenciais.
Em resumo, VAB é o valor final da produção (produção) menos o valor do que usamos para produzir (insumos).